# 第4回日本フットボールリーグ
第4回日本フットボールリーグは、2002年4月7日から同11月10日にかけて行われた日本フットボールリーグ（JFL）のリーグ戦である。Honda FCが2年連続2回目（1996年旧JFLを含めると3回目）の優勝を果たした。

## 参加クラブ
第4回JFLの参加クラブは以下の通りである。このうち佐川急便大阪SC、プロフェソール宮崎が前シーズンの全国地域サッカーリーグ決勝大会からの昇格クラブである。また、5チームが名称を変更した。
※前年度成績=特記なきものは第3回JFL（2001年）の成績である。
| 呼称               | 正式名称                               | 監督 | 主なホームゲーム会場                                                | 前年度成績             | 備考                        |
| ------------------ | -------------------------------------- | ---- | ------------------------------------------------------------------- | ---------------------- | --------------------------- |
| Honda FC           | 本田技研工業株式会社フットボールクラブ |      | ホンダ都田サッカー場                                                | 1位                    | 名称変更（本田技研）        |
| 大塚製薬           | 大塚製薬サッカー部                     |      | 徳島市球技場 徳島県鳴門総合運動公園陸上競技場                       | 2位                    |                             |
| ジヤトコ           | ジヤトコサッカー部                     |      | 愛鷹広域公園多目的競技場                                            | 3位                    | 名称変更（ジヤトコ・TT)     |
| 佐川急便東京SC     | 佐川急便株式会社東京サッカークラブ     |      | 江東区夢の島競技場                                                  | 4位                    | 名称変更（佐川急便SC）      |
| デンソー           | デンソーサッカー部                     |      | 刈谷市総合運動公園多目的グラウンド                                  | 5位                    |                             |
| YKK FC             | YKKサッカー部                          |      | 魚津市桃山運動公園陸上競技場                                        | 6位                    |                             |
| 横河電機           | 横河電機サッカー部                     |      | 武蔵野市立武蔵野陸上競技場                                          | 7位                    |                             |
| アルエット熊本     | アルエット熊本フットボールクラブ       |      | 熊本市水前寺競技場                                                  | 8位                    | クラブ移行（NTT西日本熊本） |
| 静岡産業大学       | 静岡産業大学サッカー部                 |      | ジュビロ磐田サッカースタジアム                                      | 9位                    |                             |
| 国士舘大学         | 国士舘大学サッカー部                   |      | 町田市立陸上競技場                                                  | 10位                   |                             |
| FC京都1993         | FC京都BAMB1993                         |      | 京都市西京極総合運動公園陸上競技場兼球技場                          | 11位                   | 名称変更（FC KYOKEN京都）   |
| 愛媛FC             | 愛媛FC                                 |      | 愛媛県総合運動公園球技場 同陸上競技場                               | 12位                   |                             |
| 栃木SC             | 栃木サッカークラブ                     |      | 栃木県グリーンスタジアム                                            | 13位                   |                             |
| ソニー仙台FC       | ソニー仙台フットボールクラブ           |      | 仙台スタジアム 七ヶ浜サッカースタジアム                             | 14位                   |                             |
| アローズ北陸       | 北陸電力サッカー部アローズ北陸         |      | 富山県岩瀬スポーツ公園サッカー・ラグビー場 富山県五福公園陸上競技場 | 15位                   |                             |
| SC鳥取             | SC鳥取                                 |      | 東山運動公園陸上競技場 鳥取市営サッカー場                           | 16位                   |                             |
| 佐川急便大阪SC     | 佐川急便株式会社大阪サッカークラブ     |      | 大阪市鶴見緑地球技場                                                | 関西1部1位 地域決勝1位 | 昇格（自動昇格）            |
| プロフェソール宮崎 | プロフェソール宮崎FC                   |      | 宮崎県総合運動公園陸上競技場                                        | 九州1部1位 地域決勝2位 | 昇格（自動昇格）            |

## レギュレーション

### リーグ・試合形式
- 年間1回総当り、1チーム17試合（全153試合）を行い、勝ち点により順位を決定する（チーム数が増加したことと、2002 FIFAワールドカップの開催に伴うリーグ戦中断期間を設けることから、この年に限り年間2回総当りから1回総当りに変更して行われた。従ってチームによりホームゲームが9試合だったチームと8試合だったチームとがある）。
- 試合は前後半90分で行い、決着がつかなければ引き分けとなる。勝利には勝ち点3、引き分けには勝ち点1、敗北には勝ち点0が与えられる。
- 日本プロサッカーリーグ（Jリーグ）加盟の成績面の条件は年間順位2位以上。その上でJリーグ臨時理事会の承認を得られれば次年度からJ2に入会することができる。
- 年間順位17位・18位のチームは所属する地域の地域リーグへ自動降格となる。また、15位・16位のチームは全国地域リーグ決勝大会の1位・2位のチームと入れ替え戦を行う。よって、次年度は16チームのリーグ戦になるため2チーム減少となる。

### 天皇杯への出場枠
第5節までの結果に2001年の第3回JFLの後期成績を加算した上位2チームに第82回天皇杯の出場権が与えられる。

### 強化費
- 各試合において勝利チームに強化費15万円を支払う。
- また、「企業チーム」「クラブチーム」「大学チーム」別の最終順位により下記の強化費を支払う。
  - 企業チーム（Honda FC、大塚製薬、ジヤトコ、佐川急便東京SC、デンソー、YKK FC、横河電機、ソニー仙台FC、アローズ北陸、佐川急便大阪SC）
    - 1位-50万円
    - 2位-40万円
    - 3位-30万円
    - 4位-20万円
    - 5位-10万円

  - クラブチーム（アルエット熊本、FC京都1993、愛媛FC、栃木SC、SC鳥取、プロフェソール宮崎）
    - 1位-50万円
    - 2位-30万円
    - 3位-20万円

  - 大学チーム（静岡産業大学、国士舘大学）
    - 1位-50万円
    - 2位-20万円

## 年間順位
| 順位 | クラブ             | 勝点 | 勝 | 分 | 負 | 得点 | 失点 | 差  | 備考              |
| ---- | ------------------ | ---- | -- | -- | -- | ---- | ---- | --- | ----------------- |
| 1    | Honda FC           | 41   | 13 | 2  | 2  | 39   | 14   | +25 | Jリーグ参入ライン |
| 2    | 佐川急便東京SC     | 39   | 12 | 3  | 2  | 49   | 22   | +27 | Jリーグ参入ライン |
| 3    | 大塚製薬           | 37   | 10 | 7  | 0  | 38   | 22   | +16 |                   |
| 4    | ソニー仙台FC       | 30   | 8  | 6  | 3  | 25   | 16   | +9  |                   |
| 5    | 国士舘大学         | 30   | 9  | 3  | 5  | 28   | 20   | +8  |                   |
| 6    | 愛媛FC             | 28   | 8  | 4  | 5  | 29   | 18   | +11 |                   |
| 7    | 横河電機           | 28   | 8  | 4  | 5  | 21   | 26   | -5  |                   |
| 8    | YKK FC             | 26   | 7  | 5  | 5  | 24   | 16   | +8  |                   |
| 9    | 佐川急便大阪SC     | 24   | 6  | 6  | 5  | 27   | 23   | +4  |                   |
| 10   | デンソー           | 21   | 6  | 3  | 8  | 32   | 30   | +2  |                   |
| 11   | FC京都1993         | 21   | 6  | 3  | 8  | 21   | 25   | -4  |                   |
| 12   | 栃木SC             | 18   | 5  | 3  | 9  | 21   | 27   | -6  |                   |
| 13   | SC鳥取             | 15   | 4  | 3  | 10 | 18   | 33   | -15 |                   |
| 14   | アローズ北陸       | 15   | 3  | 6  | 8  | 16   | 34   | -18 |                   |
| 15   | 静岡産業大学       | 14   | 4  | 2  | 11 | 20   | 32   | -12 | 入れ替え戦ライン  |
| 16   | ジヤトコ           | 13   | 3  | 4  | 10 | 16   | 28   | -12 | 入れ替え戦ライン  |
| 17   | アルエット熊本     | 11   | 2  | 5  | 10 | 13   | 31   | -18 | 自動降格ライン    |
| 18   | プロフェソール宮崎 | 11   | 2  | 5  | 10 | 20   | 40   | -20 | 自動降格ライン    |

1. 1 2  天皇杯出場権獲得

## 個人記録

### 得点ランキング
| 順 | 選手名   | 得点 | 所属           |
| -- | -------- | ---- | -------------- |
| 1  | 山本正男 | 14   | 佐川急便東京SC |
| 1  | 高山英樹 | 14   | デンソー       |
| 3  | 古橋達弥 | 13   | Honda FC       |
| 3  | 馬目茂樹 | 13   | 佐川急便東京SC |
| 5  | 林威宏   | 12   | 大塚製薬       |

### 個人表彰&ベスト11
| Pos        | 選手名   | 所属           |
| ---------- | -------- | -------------- |
| GK         | 中村元   | Honda FC       |
| DF・MVP    | 向島満   | Honda FC       |
| DF         | 石井雅之 | Honda FC       |
| DF         | 谷池洋平 | 大塚製薬       |
| DF         | 高田昌明 | ソニー仙台FC   |
| MF         | 古橋達弥 | Honda FC       |
| MF         | 熊谷雅彦 | 佐川急便東京SC |
| MF         | 吉成浩司 | 大塚製薬       |
| MF         | 片岡功二 | 大塚製薬       |
| FW・得点王 | 山本正男 | 佐川急便東京SC |
| FW         | 林威宏   | 大塚製薬       |
| 得点王     | 高山英樹 | デンソー       |
| 新人王     | 町中大輔 | 大塚製薬       |
| 敢闘賞     | 西川司   | 愛媛FC         |

- フェアプレー賞:佐川急便東京SC
- 特別賞:愛媛FC
- 努力賞:横河電機

## 入れ替え

### JFL→J2
上位2位のチームがJリーグへの参加を希望していなかったため、この年はJ2に加盟するチームは無かった。

### JFL→地域リーグ
17位のアルエット熊本と18位のプロフェソール宮崎が地域リーグ（2チーム共に九州サッカーリーグ）への自動降格となった。

### 入れ替え戦
規定により、15位の静岡産業大学が全国地域リーグ決勝大会2位の佐川印刷SC、16位のジヤトコが全国地域リーグ決勝大会1位のアイン食品SCと入れ替え戦を行った。
- ホーム・アンド・アウェー方式で2試合行う。
- 各試合ごとに勝利チームに勝点3、引分の場合は両チームに勝点1を与え、2試合の勝点合計が多いチームを勝利チームとする。
- 2試合の勝点で並んだ場合は得失点差の多いチームを勝利チームとする。
- 得失点差でも並んだ場合は第2戦終了後にPK戦（延長戦無し）で勝利チームを決定する（アウェーゴールルールは採用されない）。

| 2002年12月22日 12:00 第1戦 |

| アイン食品SC （地域決勝1位） | 0 - 1          | ジヤトコ （JFL16位） |
|                              | 公式記録 (PDF) | 井上祥司 72分        |

| 長居第2陸上競技場 観客数: 452人 |

| 2002年12月28日 13:00 第2戦 |

| ジヤトコ                          | 1 - 2          | アイン食品SC                                |
| 河合崇泰 81分                     | 公式記録 (PDF) | 濱中貴志 32分 · 西村完爾 80分               |
|                                   | PK戦           |                                             |
| 河合崇泰 平塚次郎 堂森勝利 石川真 | 4 - 2          | 本田明 シモヤナギ・キヨト 佐藤大輔 小倉裕介 |

| 愛鷹広域公園多目的競技場 観客数: 475人 |

対戦成績が1勝1敗となり、得失点差も同じだったため第2試合終了後にPK戦を行った結果、勝利したジヤトコのJFL残留、ならびにアイン食品SCの地域リーグ（関西サッカーリーグ）残留が決定した。
| 2002年12月23日 13:00 第1戦 |

| 佐川印刷SC （地域決勝2位） | 0 - 0          | 静岡産業大学 （JFL15位） |
|                            | 公式記録 (PDF) |                          |

| 京都市西京極総合運動公園陸上競技場兼球技場 観客数: 519人 |

| 2002年12月29日 13:00 第2戦 |

| 静岡産業大学                    | 0 - 0          | 佐川印刷SC                                   |
|                                 | 公式記録 (PDF) |                                              |
|                                 | PK戦           |                                              |
| 田口一成 竹山満 吉本淳 櫻田和樹 | 3 - 5          | 中森大介 森住健吾 妹尾将宏 山本健二 東純一郎 |

| ジュビロ磐田スタジアム 観客数: 1,729人 |

対戦成績が2分となり、得失点差も同じだったため第2試合終了後にPK戦を行った結果、勝利した佐川印刷SCのJFL昇格、ならびに静岡産業大学のJFLからの脱退が決定した。
- 静岡産業大学は全日本大学サッカー連盟の推薦でJFLに参加していたため元々地域リーグに所属しておらず、「東海社会人サッカーリーグ1部への降格」にはならなかった。チームは翌年以降はJFLと並行して参加していた東海学生サッカーリーグ戦に参加している。

## 海外遠征
9月7日から12日にかけてウズベキスタンとヨルダンで遠征を行った。

### 参加スタッフ・選手
| Pos  | No. | 選手名   | 所属チーム     |
| ---- | --- | -------- | -------------- |
| 監督 | -   | 田中真二 | 大塚製薬       |
| GK   | 1   | 中村元   | Honda FC       |
| DF   | 2   | 飯塚正道 | デンソー       |
| DF   | 3   | 石井雅之 | Honda FC       |
| DF   | 4   | 谷池洋平 | 大塚製薬       |
| DF   | 5   | 立花由貴 | 横河電機       |
| DF   | 6   | 向島満   | Honda FC       |
| MF   | 7   | 筒井紀章 | 大塚製薬       |
| MF   | 8   | 熊谷雅彦 | 佐川急便東京SC |
| MF   | 9   | 宇留野純 | Honda FC       |
| MF   | 10  | 古橋達弥 | Honda FC       |
| MF   | 11  | 山本正男 | 佐川急便東京SC |
| MF   | 12  | 川井光一 | 愛媛FC         |
| MF   | 13  | 野元恒兵 | アルエット熊本 |
| MF   | 14  | 堀田利明 | 栃木SC         |
| FW   | 15  | 林威宏   | 大塚製薬       |
| FW   | 16  | 大島康明 | 大塚製薬       |
| FW   | 17  | 新田純也 | Honda FC       |
| FW   | 18  | 町中大輔 | 大塚製薬       |
| FW   | 19  | 牧悠二   | FC京都1993     |
| GK   | 20  | 安藤信也 | 佐川急便大阪SC |

### 試合結果
| 2002年9月7日 17:30 (現地時間) |

| JFL選抜       | 1 - 2          | ウズベキスタン代表                                              |
| 古橋達弥 55分 | 公式記録 (PDF) | アンドレイ・アコピャンツ 25分 · アレクサンドル・ゲインリフ 85分 |

| パフタコール・スタジアム、ウズベキスタン・タシュケント 観客数: 50,000人 |

| 2002年9月12日 18:00 (現地時間) |

| JFL選抜       | 1 - 0          | U-21ヨルダン代表 |
| 石井雅之 87分 | 公式記録 (PDF) |                  |

| (会場名不明)、ヨルダン・アンマン 観客数: 300人 |